# آلفرد بیلیوتی

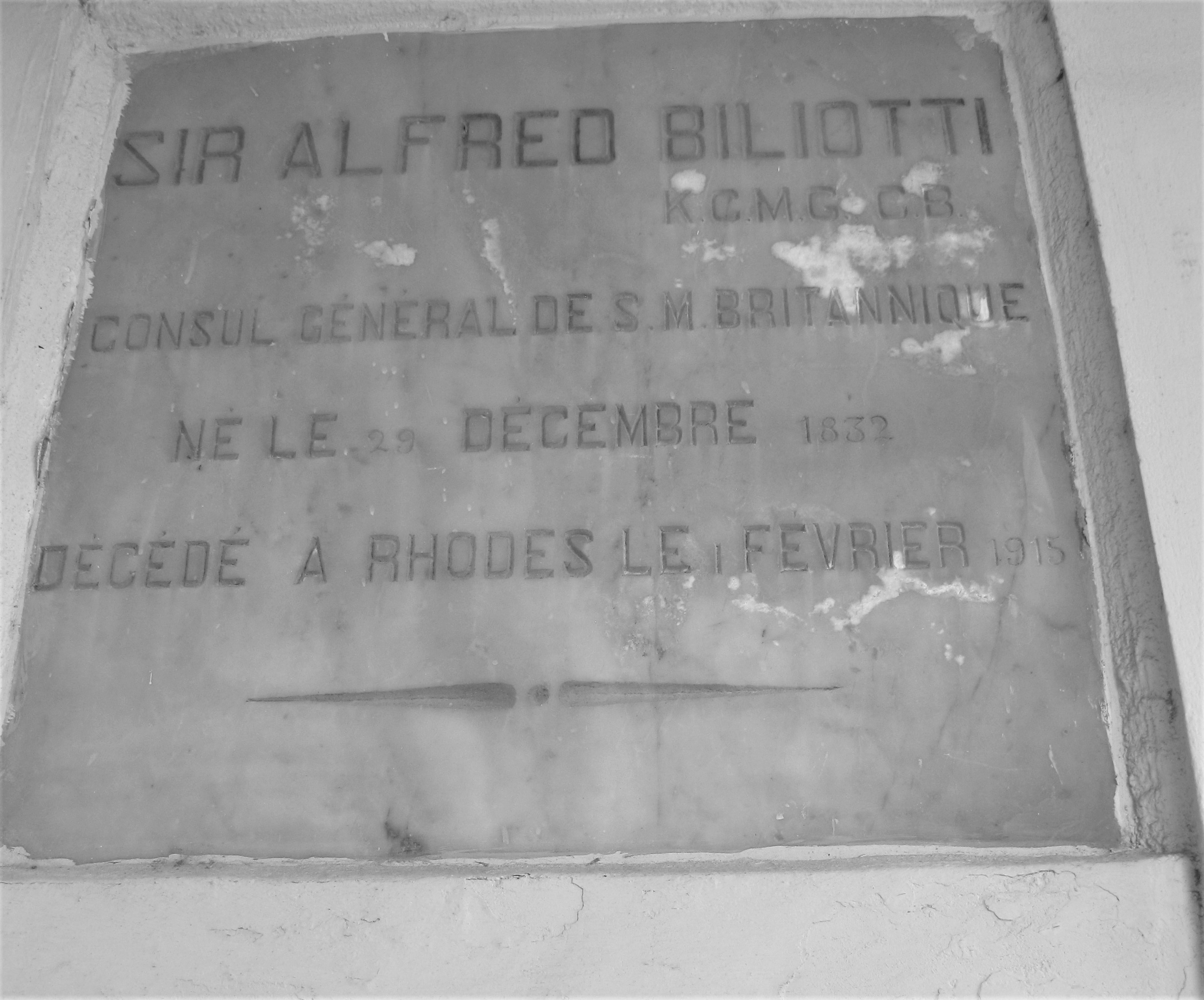
Sir Alfred Biliotti

آلفرد بیلیوتی (انگلیسی: Alfred Biliotti; ۱ ژانویهٔ ۱۸۳۳ – ۱ ژانویهٔ ۱۹۱۵) انسان‌شناس، دیپلمات، سیاست‌مدار و باستان‌شناس اهل پادشاهی متحد بریتانیای کبیر و ایرلند بود.